# مصطفی دمبل
مصطفی دمبل (انگلیسی: Mustapha Dumbuya؛ زادهٔ ۷ اوت ۱۹۸۷) بازیکن فوتبال اهل بریتانیا است.
از باشگاه‌هایی که در آن بازی کرده‌است می‌توان به باشگاه فوتبال کریستال پالاس، باشگاه فوتبال میدنهد یونایتد، باشگاه فوتبال دونکستر راورز، باشگاه فوتبال پورتسموث، باشگاه فوتبال کراولی تاون، باشگاه فوتبال فینیکس رایزینگ، باشگاه فوتبال وینگیت و فینشلی، باشگاه فوتبال پوترز بار تاون، باشگاه فوتبال پاتریک تیسل، و باشگاه فوتبال نوتس کانتی اشاره کرد.
وی همچنین در تیم ملی فوتبال سیرالئون بازی کرده‌است.